# Kourtney Kardashian
Kourtney Mary Kardashian Barker (Los Angeles, 18 aprile 1979) è un personaggio televisivo statunitense.
È diventata famosa grazie al reality show Al passo con i Kardashian, che segue la sua vita e quella delle sorelle Kim e Khloé, del fratello Rob, delle sorellastre Kendall Jenner e Kylie Jenner e della madre Kris Jenner.

## Biografia
Kourtney Mary Kardashian è nata a Los Angeles, in California, il 18 aprile 1979 da Robert e Kris. Ha due sorelle minori, Kim e Khloé ed un fratello minore, Robert. Nel 1991, i suoi genitori divorziarono e sua madre sposò Bruce Jenner, un vincitore del decathlon delle Olimpiadi del 1976 (Bruce in seguito cambiò il suo nome in Caitlyn nel 2015) . Attraverso il loro matrimonio, Kourtney guadagnò i fratellastri Burton " Burt ", Brandon e Brody; e le sorellastre Cassandra “Casey”, Kendall e Kylie.
Ha frequentato la Marymount High School, una scuola di ragazze cattoliche di Los Angeles. Dopo il diploma, si è trasferita a Dallas, in Texas, per frequentare l'Università Metodista del Sud per due anni. Kourtney poi visse a Tucson, in Arizona, dove si laureò all'Università dell'Arizona con una laurea in Arti Teatrali e una minore in spagnolo. I suoi compagni di classe includevano Nicole Richie e Luke Walton. Nel 1994, suo padre ha attirato l'attenzione del pubblico come avvocato difensore aggiuntivo per il giocatore di football OJ Simpson durante il suo processo per omicidio.

## Carriera
Kourtney divenne nota per la prima volta al pubblico televisivo della serie del 2005, Filthy Rich: Cattle Drive, in cui guadagnava soldi per beneficenza. Nel febbraio 2007 è stato fatto trapelare un filmato pornografico fatto da sua sorella Kim e dall'ex fidanzato Ray J nel 2003, che ha contribuito in larga misura alla sua ascesa alla ribalta. Più tardi quell'anno, Kourtney, insieme alla madre Kris al patrigno Bruce (ora Caitlyn), alle sorelle e il fratello Kim, Khloé e Rob e alle sorellastre Kendall e Kylie è diventata protagonista della serie televisiva reality Al passo con i Kardashian. La serie ha avuto successo e E! , la rete su cui è trasmesso, e ha portato a diversi spin-off, tra cui Kourtney e Khloé Take Miami, Khloé e Lamar, e Kourtney e Kim Take New York.
Kourtney e sua madre aprirono alcune boutique di abbigliamento per bambini chiamate "Smooch" nell'area di Los Angeles e New York; le boutique portano il marchio "Crib Rock Couture". Con le sorelle Kim e Khloe, Kourtney era comproprietaria e gestiva DASH, una serie di boutique di abbigliamento a Los Angeles, Miami, New York City e un negozio pop-up negli Hamptons.
Nella primavera del 2010, Kourtney e le sue sorelle hanno prodotto una linea di abbigliamento per Bebe. Nell'agosto 2010, Kourtney annunciò che lei e le sue sorelle lavoravano su un'altra linea di abbigliamento chiamata K-Dash, venduta su QVC. Kourtney e le sue sorelle hanno creato un abbronzante senza sole chiamato Kardashian Glamour Tan nel 2010. Kardashian ha scritto il libro "Kardashian Konfidential" con le sue sorelle Khloe e Kim; è stato pubblicato nel novembre 2010.
Kourtney ha fatto il suo debutto come attrice con un'apparizione nel soap della ABC Una vita da vivere il 28 marzo 2011, apparendo come avvocato Kassandra Kavanaugh. Kourtney era cresciuta guardando la soap opera e descrivendo il suo aspetto come la realizzazione di un "sogno per tutta la vita", aveva riserve sul suo debutto come attrice, affermando: "Pensavo che avrei avuto solo due righe. La mia sceneggiatura è così lunga... non sono un'attrice." La sua performance è stata accolta con recensioni negative dalla critica. Nel settembre 2012, lei e la sorella minore Kim hanno creato un'altra serie televisiva, Kourtney e Kim Take Miami, che è iniziata la messa in onda nel gennaio 2013. Presenta la loro madre Kris Jenner e la sorella Khloé Kardashian.
Kourtney, Khloé e Kim sono portavoce per l'integratore dietetico Quick Trim, per la perdita di peso. Nel marzo 2012 le tre sorelle sono state nominate in una causa di class action da $ 5 milioni contro QuickTrim. La denuncia, depositata presso la Corte distrettuale degli Stati Uniti per il distretto meridionale di New York, ha accusato i Kardashian, insieme al produttore di QuickTrim Windmill Health Products, il rivenditore GNC e altri nella catena di vendita e marketing, di marketing falso e ingannevole. I querelanti, provenienti da diversi stati, hanno presentato richieste di risarcimento ai sensi delle leggi sulla protezione dei consumatori dei rispettivi stati.
Kourtney rappresenta anche la linea di prodotti per la cura della pelle PerfectSkin con le sue sorelle, sviluppata dal Dr. Ron DiSalvo per Perfect Science Labs. Le tre sorelle hanno anche realizzato una collezione di 20 pezzi di linea di gioielli per la compagnia Virgins, Saints e Angels, nel marzo 2010. I gioielli riflettono il loro background armeno da parte di padre. Nel 2017, Kourtney ha lanciato la sua prima linea di moda da solista nell'ambito di una collaborazione con il sito PrettyLittleThing. Secondo il sito web, la linea di 32 pezzi è stata ispirata dallo Studio 54, dal cinema hollywoodiano classico e dagli anni '70.
Il 5 marzo 2019, Kourtney pubblicò il suo nuovo sito web chiamato Poosh.

## Vita privata
Kourtney ha iniziato a frequentarsi con Scott Disick nel 2006, dopo essersi incontrati a una festa dell'amico Joe Francis in Messico. La coppia ha avuto un rapporto a fasi alterne durante tutte le riprese dello show. Kourtney ha dato alla luce il loro primo figlio, Mason Dash, il 14 dicembre 2009. La consegna dell'ecografia è stata filmata e trasmessa durante la quarta stagione di Al passo con i Kardashian.

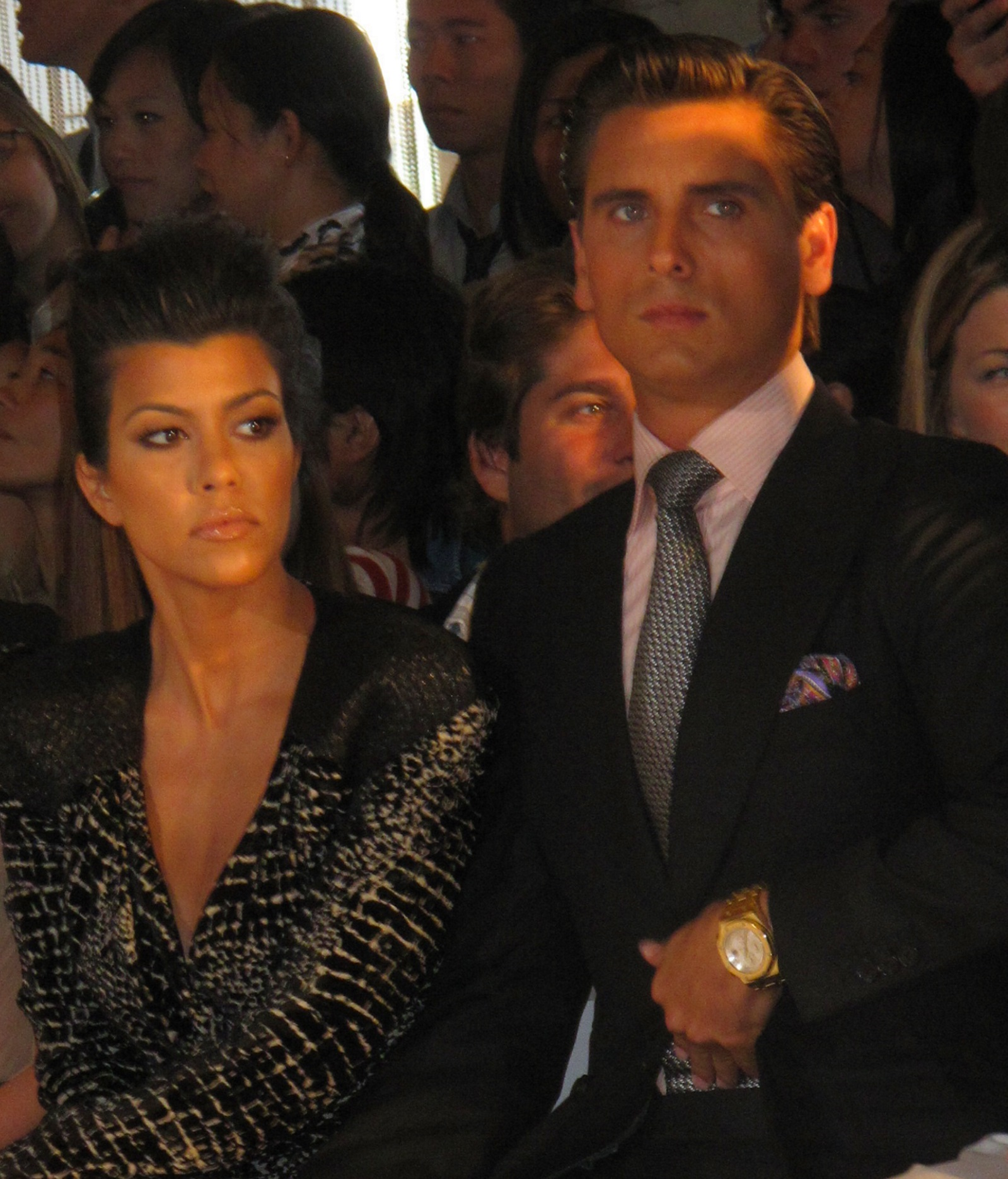
Scott Disick e Kourtney Kardashian nel 2010

All'inizio del 2010, la coppia si è trasferita temporaneamente a Miami con il figlio e la sorella di Kourtney, Kim. Durante questo periodo, Kourtney riteneva che Disick avesse un problema con l'alcol. Dopo aver regolarmente frequentato la terapia e temporaneamente abbandonato l'alcol, Disick e Kourtney si sono riconciliati e hanno continuato la loro relazione fino metà 2010.
Nel 2011, durante l'episodio finale della prima stagione di Kourtney e Kim Take New York, Disick acquistò un anello di fidanzamento e progettò di chiedere a Kourtney di sposarlo durante una cena a New York. Tuttavia, quando Disick ha chiesto l'opinione di Kourtney sul matrimonio, lei ha replicato affermando: «Se le cose vanno bene ora... perché dovremmo cambiare questo?»; per questo motivo, non ha fatto la proposta. L’8 luglio 2012, Kourtney ha dato alla luce la loro seconda figlia, Penelope Scotland.
Nel giugno 2014 è stato annunciato che la coppia aspettava il loro terzo figlio insieme. Kourtney ha dato alla luce il loro terzo figlio, Reign Aston, il 14 dicembre 2014. Il 6 luglio 2015, E! ha riportato la rottura della coppia.
Ha frequentato il modello Younes Bendjima nel 2017. Bendjima è stato il suo primo fidanzato ufficiale dopo Disick.
Dal 2021 ha una relazione con Travis Barker, batterista dei Blink-182, con il quale si fidanza ufficialmente ad ottobre dello stesso anno. La coppia, dopo una cerimonia non legale il 4 aprile 2022 a Las Vegas, si è legalmente sposata il 15 maggio 2022 a Santa Barbara. Il rito religioso è stato celebrato a Portofino, in Italia, il 22 maggio successivo.
Nel giugno 2023, Kourtney ha annunciato a un concerto dei Blink-182 di essere incinta del suo quarto figlio. Il bambino, chiamato Rocky Thirteen, è nato il 1º novembre 2023.

## Opere
- Il 23 novembre 2010 è uscito il primo libro autobiografico, Kardashian Konfidential, scritto con le sorelle Kim e Khloe. Invece il 1º novembre 2011 è uscito il primo romanzo, sempre scritto insieme alle sorelle, intitolato Dollhouse.

## Filmografia

### Cinema
- He's All That, regia di Mark Waters (2021)

### Televisione
- Una vita da vivere (One Life to Live) – soap opera, episodio 10.903 (2011)
- Dave – serie TV, episodio 1x08 (2020)

### Programmi televisivi
- Al passo con i Kardashian (Keeping Up with the Kardashians) – reality show (2007-2021)
- Le sorelle Kardashian a Miami (Kourtney & Khloé Take Miami) – reality show (2009-2013)
- America's Next Top Model – reality show (2011)
- Le sorelle Kardashian a New York (Kourtney & Kim Take New York) – reality show (2011-2012)
- Le sorelle Kardashian negli Hamptons (Kourtney & Khloé Take the Hamptons) – reality show (2014)
- I Am Cait – docuserie (2015)
- The Kardashians – reality show (2022-in corso)

## Doppiatrici italiane
Nelle versioni in italiano delle sue apparizioni televisive e cinematografiche, Kourtney Kardashian è stata doppiata da:
- Domitilla D'Amico in The Kardashians
- Stella Musy in He's All That